# Садбері-таун (станція метро)
51°33′03″ пн. ш. 0°18′56″ зх. д. / 51.550833° пн. ш. 0.315556° зх. д.
Садбері-таун (англ. Sudbury Town) — станція лінії Пікаділлі Лондонського метро. Розташована у 4-й тарифній зоні, у районі Садбері, між станціями — Альпертон та Садбері-гілл. Пасажирообіг на 2017 рік — 1.81 млн осіб.
Конструкція станція — наземна відкрита, з двома береговими платформами.

## Історія
- 28. червня 1903: відкриття станції у складі лінії Метрополітен-Дистрикт[en][4]
- 4. липня 1932: трафік станцією змінено з лінії Дистрикт на Пікаділлі

## Пересадки
- На залізничні станції Садбері-енд-Герроу-роуд та Вемблі-Сентрал
- На автобуси London Buses маршрутів: 204, 487 та H17.

## Послуги
| Попередня станція | Лінія | Лінія                            | Лінія | Наступна станція |
| ----------------- | ----- | -------------------------------- | ----- | ---------------- |
| Альпертон         |       | Лондонське метро Лінія Пікаділлі |       | Садбері-гілл     |